# أحمد بن موسى العروسي
أحمد بن موسى بن داود أبو الصلاح العروسي (1133 هـ - 1208 هـ /1720 م ـ 1793 م) الإمام الحادي عشر في سلسلة شيوخ الجامع الأزهر، وهو والد شيخ الأزهر الرابع عشر الإمام محمد بن أحمد العروسي وجد الشيخ العشرين مصطفى العروسي.

## مولده
ولد الشيخ أحمد بن موسى العروسي بقرية منية عروس التابعة لمركز أشمون بمحافظة المنوفية سنة 1133 هـ/1720م، وإليها نُسب ونُسبت أسرته.

## نشأته وتعليمه
نشأ الشيخ العروسي في قريته، وفيها حفظ القرآ الكريم ودرس العلوم الدينية واللغوية، كما درس العلوم الرياضية والفلك والمنطق، وأخذ الطريقة الصوفية عن السيد مصطفى بن كمال الدين البكري، ولازمه وتلقن منه الذكر.
ثم انتقل العروسي إلى الأزهر وتلقى العلم على كبار شيوخه، فسمع صحيح البخاري من الشيخ أحمد الملوي بمسجد الحسين ودرس تفسير الجلالين والبيضاوي على يد الشيخ عبد الله الشبراوي، ثم سمع من الشيخ الحفني البخاري وشرحه للقسطلاني مرة أخرى، ومختصر ابن أبي جمرة والشمائل النبوية للترمذي وشرح ابن حجر للأربعين النووية والجامع للسيوطي. كما لازم الشيخ حسن الجبرتي ـ والد المؤرخ عبد الرحمن الجبرتي ـ وقرأ عليه في الرياضيات والجبر والمقابلة وكتاب الرقائق للسبط وغيرها.

## مواقفه
كانت للإمام العروسي مواقف مشهودة ضد الأمراء في الدفاع عن الشعب. ولما اشتد الغلاء وضج الناس بالشكوى، ذهب العروسي إلى الوالي حسن باشا واتفق معه على وضع تسعيرة للخبز واللحم والسمن، وخرج المحتسب ليعلن في الأسواق السياسة التموينية الجديدة ويهدد من يخرج عليها، فزالت الغمة.

## مؤلفاته
قال الجبرتي عن الشيخ العروسي «لم يشتغل بالتأليف إلا قليلاً لاشتغاله بالتدريس»، ومن مؤلفاته القليلة:
- شرح نظم التنوير في إسقاط التدبير للملوي (في التصوف)
- حاشية على الملوي على السمرقندية (في البلاغة)

## توليه المشيخة
تولى الشيخ العروسي مشيخة الأزهر بعد وفاة الإمام الدمنهوري سنة 1192 هـ، وظل في المشيخة حتى وفاته.

## وفاته
توفي الشيخ أحمد العروسي يوم 21 شعبان سنة 1208 هـ.
| قبلــه: أحمد الدمنهوري | شيخ الجامع الأزهر الحادي عشر (1192 هـ - 1208 هـ / 1778م - 1793م) | بعــده: عبد الله الشرقاوي |